# Ljubuča
Ljubuča je naseljeno mjesto u općini Konjic, Federacija Bosne i Hercegovine, BiH.

## Stanovništvo

### 1991.
Nacionalni sastav stanovništva 1991. godine, bio je sljedeći:
ukupno: 86
- Muslimani – 72
- Hrvati – 12
- ostali, neopredijeljeni i nepoznato – 2

### 2013.
Nacionalni sastav stanovništva 2013. godine, bio je sljedeći:
ukupno: 27
- Bošnjaci – 27

## Vanjske poveznice
- Satelitska snimka[neaktivna poveznica]